# تي أر تي سبورت 2
تي أر تي سبورت 2 هي قناة تلفزيونية رياضية أسستها TRT . بدأت القناة بثها التجريبي في 21 سبتمبر 2019 والبث الرسمي في 29 سبتمبر 2019.